# Puymangou
Puymangou foi uma comuna francesa na região administrativa da Nova Aquitânia, no departamento Dordonha. Estendia-se por uma área de 11 km². Em 2010 a comuna tinha 94 habitantes (densidade: 8,5 hab./km²).
Em 1 de janeiro de 2016, passou a formar parte da nova comuna de Saint-Aulaye-Puymangou.